# Charanyca quadrigrammica
Charanyca quadrigrammica là một loài bướm đêm trong họ Noctuidae.